# 愛河
愛河，古名硫磺水、打狗川、高雄川、一號運河，是一條位在臺灣高雄市境內的運河和小型河川，也是臺灣少數以「河」為名的河川，源於高雄市仁武區八卦寮，流經左營、三民、鼓山、鹽埕、前金、苓雅等行政區後於高雄港出海。愛河昔日曾受工業污染，經高雄市政府長期整治，現已成為高雄市重要觀光景點，並以河畔夜景最為出名。
愛河曾在2001年和2002年兩次被選為臺灣燈會主場地；也是之後高雄燈會藝術節的舉辦地點。除了固定的節慶，河畔也有常態性的街頭表演和舞台表演。愛河現已多用於觀光，並有鴨子船、愛之船和貢多拉供遊客乘坐遊覽愛河風光。

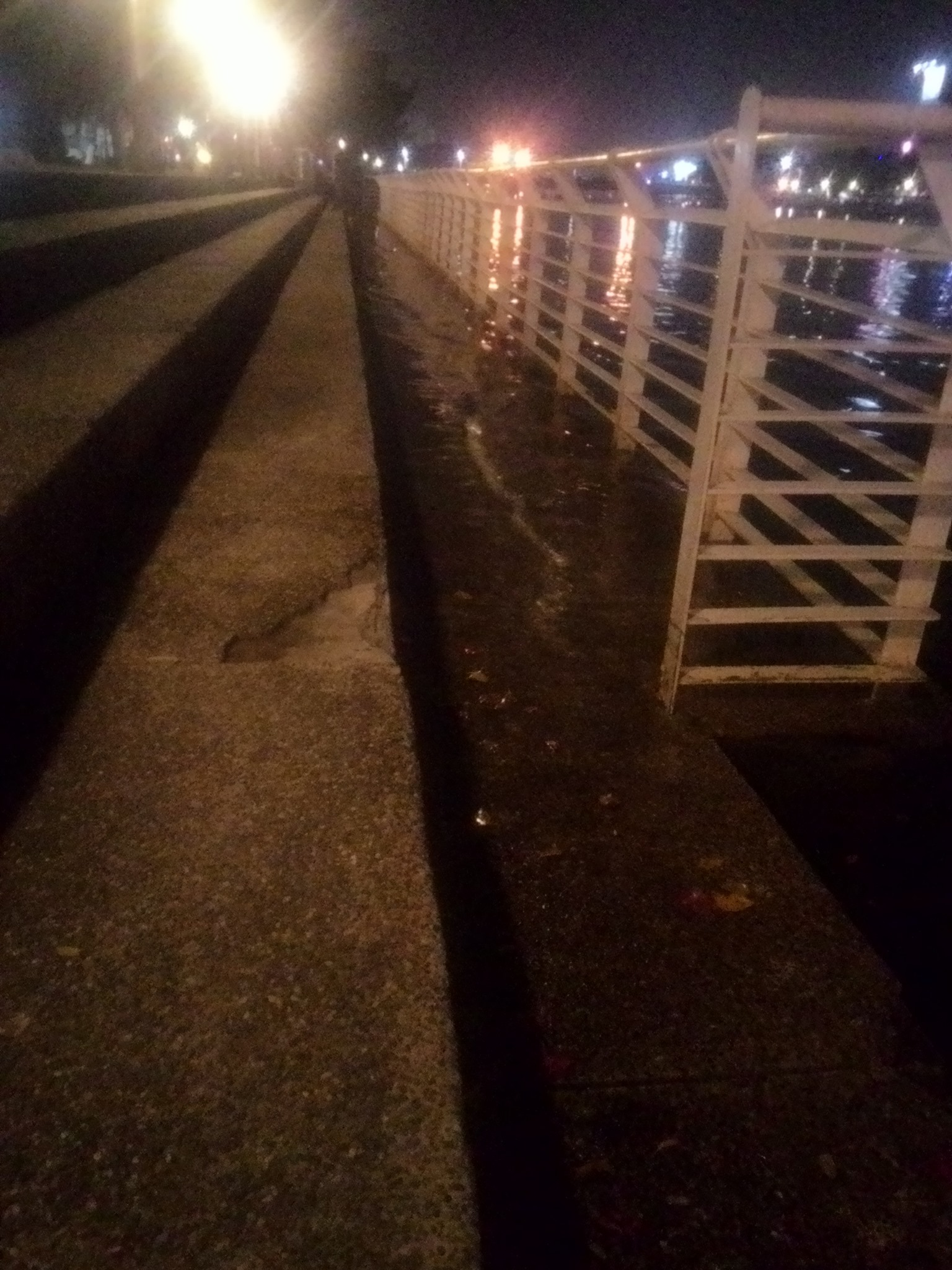
愛河漲潮（中正橋段）

## 歷史

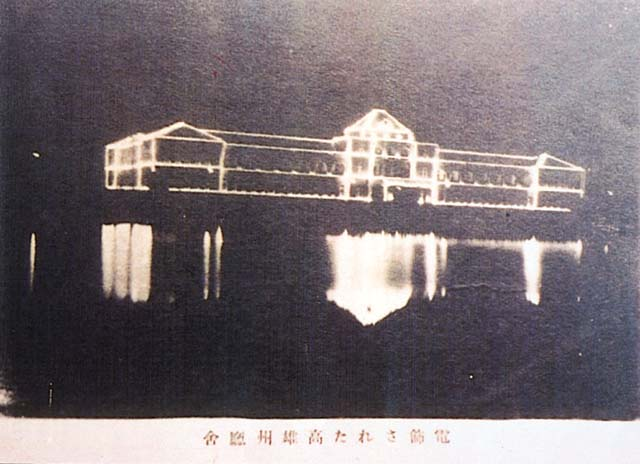
1930年（昭和5年）愛河邊的高雄州廳廳舍燈飾夜色

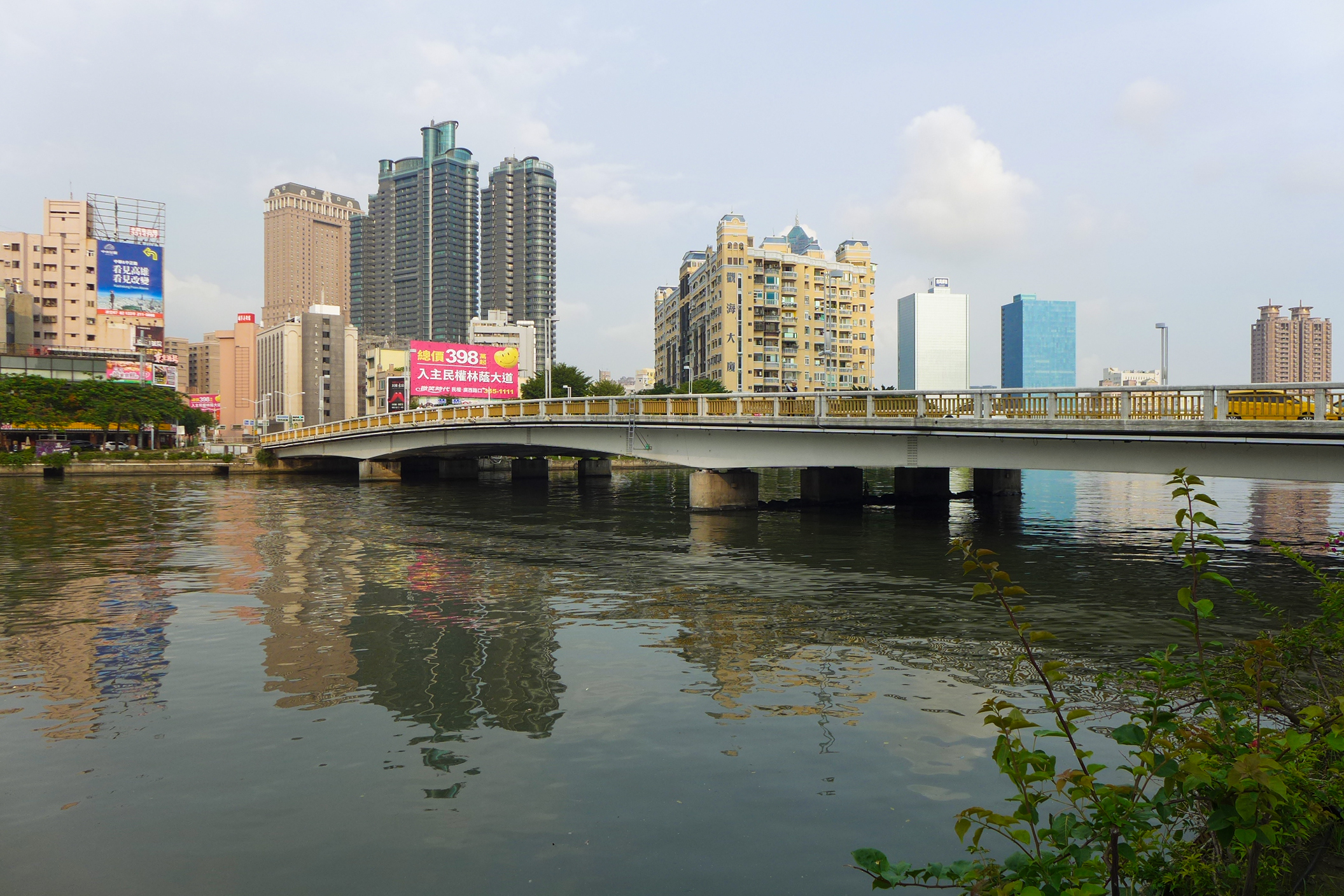
高雄橋

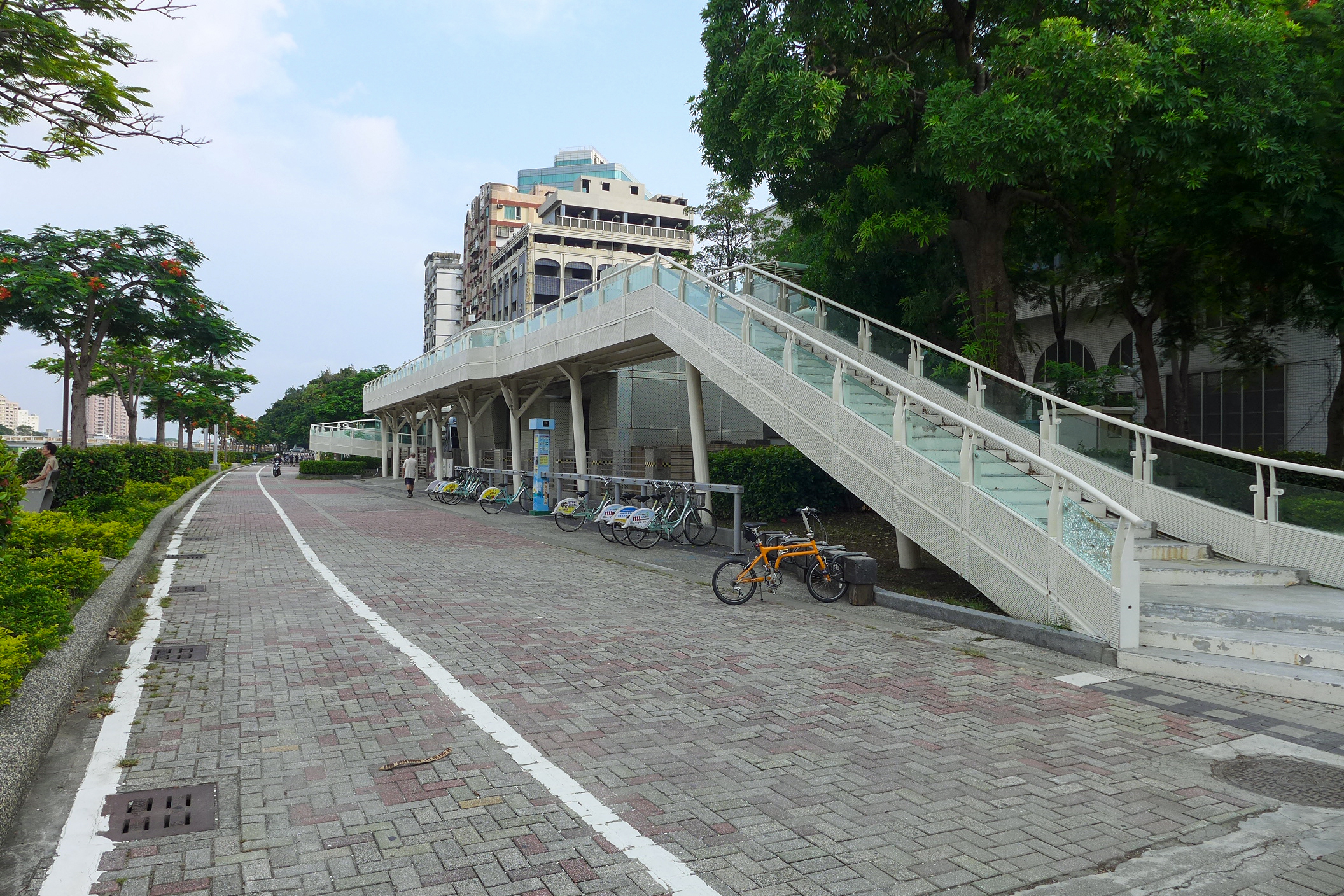
河旁的觀景台

800多年前的愛河周圍地帶原來是一片沼澤地，直到400年前左右，因為自然的沖積作用使陸地面積擴大，原始的愛河才逐漸成形。

### 荷治及明鄭時期
鄭水萍曾依據熱蘭遮城海圖推測愛河在荷治時期可能叫作「鹽溪」。由於當時的漢人移民將能夠行駛船隻的河道稱為「港」，因此原本愛河由出海口到上游，被分為頭前港、後壁港、三塊厝港、新大港、烏魚港以及田尾港，其行船河段最上游處為船仔頭，即現今的天祥二路鼎新橋東岸，另外下游出海口，今高雄港一帶的海域叫作「丹鳳澳」。

### 清代時期
清代時，曾有「硫磺水」之稱呼，高雄境內的硫磺陂，曾有硫磺泉由支流流入愛河，也因此高雄也叫「硫磺港」。

### 日治時期
到了1895年日治時期以後，才擁有正式名稱：打狗川。1920年日治時期，日本人依「takau」的日語諧音將「打狗」兩字改寫為漢字（音：Taka-o），因此成為高雄川。當時的愛河水深只有數公尺，之後日本於1912年擴建高雄港時，其中進行的一項工程是將愛河從河口到川田橋（今建國橋）之間的河底挖深、河道挖寬，主要用來運送木材。現代愛河至此成形。

### 二戰之後
初期沿用日治時期舊稱，後來約在1949年時高雄市政府以名稱欠妥為由，將「高雄川」改為「高雄河」，此外也將三塊厝河改稱「小北河」，川田橋改稱「建國橋」。

## 命名由來
關於「愛河」這個名稱的由來，最早可能是來自1948年的一則事件，當時的高雄川河畔有一家「愛河遊船所」，在颱風過後招牌損壞，只剩下「愛河」二字，之後不久又發生了情侶跳河殉情的事件，而採訪事件的記者拍攝照片時將招牌上的愛河二字入鏡，透過報紙的傳播，使愛河的名稱開始流行。
大約最晚在1950年7月時，「愛河」已經取代「高雄河」成為公認名稱，如《中央日報》自1950年7月以後的報導便使用「愛河」，而高雄市政府在1950年10月辦臺灣省運動會時，新聞稿裡也是使用「愛河」二字。不過這時「愛河」主要是指中正橋到高雄橋之間的河段，後來逐漸擴大，曾玉昆《高雄市各區發展淵源（上冊）》中即說明愛河是建國橋到高雄橋之間的河段，後來又逐漸成為整條河的名稱。

### 短暫更名為仁愛河
1968年，前任高雄市市長、時任臺灣省政府民政廳廳長陳武璋因先前擔任市長時將壽山從軍事管制區開放為公園，轉任臺灣省政府工作後，以替時任中華民國總統蔣中正祝壽的名義，將高雄市內的壽山以及柴山等名稱改為萬壽山，以及當時中華民國第一夫人宋美齡仁民愛物之意，將愛河改名為仁愛河，不過另一種說法則是改名之事乃為時任高雄市市長楊金虎所提出一說。
另有一說是立法委員黃玉明以高雄市市民身分於1968年8月9日向高雄市議會請願建議將壽山與愛河更名，高雄市議會通過更名案後轉交高雄市政府辦理，高雄市政府再提報臺灣省政府，在1970年奉中華民國內政部核准後於該年10月31日公告實施。
然而，高雄市市民常用的名稱依舊是愛河。直到1991年高雄市議員陳光復書面提案、高雄市議員張益郎與李復興以臨時動議方式分別提案恢復壽山和愛河的舊稱，此三個提案併案後，高雄市議會同意恢復舊稱，經高雄市政府向內政部報告後，於1992年1月1日正式恢復壽山和愛河之名。

## 愛河整治
1960年代因為高雄市的工業發展，以及隨就業機會而來的移民大量湧入，加上當時的高雄市污水下水道系統尚未普及，使原本具有排水功能的愛河無法負荷這些污染源，成為一條受到嚴重污染的河川，甚至使得原本在此舉辦的龍舟競賽在1971年遷移到高雄市北邊的蓮池潭。
高雄市於1977年完成愛河整治的規劃，分階段陸續動工。

#### 「仁愛河污染整治及污水下水道系統第一階段工程」計畫（1979年－1986年）[7]
工程費：約新臺幣47億元
為當時通過單程工程費用最高的一項，工程7年多，歷經四任市長（王玉雲、楊金欉、許水德至蘇南成）。
第一階段工程計畫於中游治平橋（中華路）以下河段至出海口河岸共11處的污水截流站，在污水流進愛河前預先攔截，並將污水導至旗津中區污水處理廠（位於中洲）處理，後續再以3公里的海洋放流管排至外海。此外，底泥也是惡臭來源，當時以土法煉鋼方式，將怪手固定在浮桶架上進行河面作業，順利將38萬立方污泥，用駁船運至外海指定區拋棄。1987年3月，輿論隨即報導「愛河整治成功、淡水河仍髒臭」。當年高雄龍舟競賽也再度回到愛河舉辦。

#### 污水下水道系統第一階段第二期計畫（1992年－1997年）
工程費：約新臺幣89億元（配合六年國建）
原訂由1989年至1994年辦理，但因高雄市政財源籌措困難，無法按計畫推展，仍延後在民國81年至86年配合六年國建辦理。完成污水管線126公里包括凱旋路、成功路、擴建路及過港段等主幹管舖設、1050公頃的用戶接管工作，並興建鼓山加壓站、寶珠溝截流站及檢測和修護污水管線51公里工作，使高雄市污水下水道系統的普及率提高佔規劃區總面積7％，為高雄污水區總面積的11％。

#### 污水下水道系統第一階段第三期辦理（1999年－2003年）
工程費：約新臺幣71億元
1999年開始，次幹管的埋設。自1999年後，每年以約4~5%速率往上累進，直至2001年底達20%，2002年達25%，至2003年底達28%。完成50,000戶，30公頃的接管工作。
2000年，謝長廷為落實「高雄是適合人居的港都」願景圖騰，推動愛河成為友善親水的環境，除了河川空間的規劃，將愛河納入整體城市規劃的一環，完善周邊交通、改造河畔景觀、提升親水性、夜間照明、沿岸土地在開發。2001年並配合台灣燈會，將愛河行銷出去。2003年，市民在愛河甚至發現一隻迷途海豚，成為當時的話題。

#### 高雄市愛河復育計畫（中都濕地）
愛河中下游全面整治有成，陳菊主政的市府將親水空間還諸於民。由愛河出發，展開城市綠色廊道計畫，整建濕地公園，使高雄也能有生態都市的願景。
2018年4月12日，韓國瑜在國民黨高雄市長初選政見發表會上表示其振興高雄經濟與觀光的政見是爭取迪士尼以及在愛河畔興建世界唯一的巨型摩天輪摩鐵，將其命名為「愛情摩天輪」並與高雄愛河畔的旅館結合。 
在2018年九合一大選時期，吳敦義向媒體表示，愛河整治幾乎在他高雄市長任內完成；對此陳菊認為「歷任市長都有付出」。目前中區污水處理廠負載處理量每日超過75萬噸。
2018年10月，愛河整治歷經30年，經歷多位高雄市長（王玉雲、楊金欉、許水德、蘇南成、吳敦義、謝長廷、陳菊和韓國瑜），僅剩源頭整治工程尚未完成，時任代理市長許立明表示相關都市計畫案已獲內政部都委會審議通過，愛河全線整治即將完成。

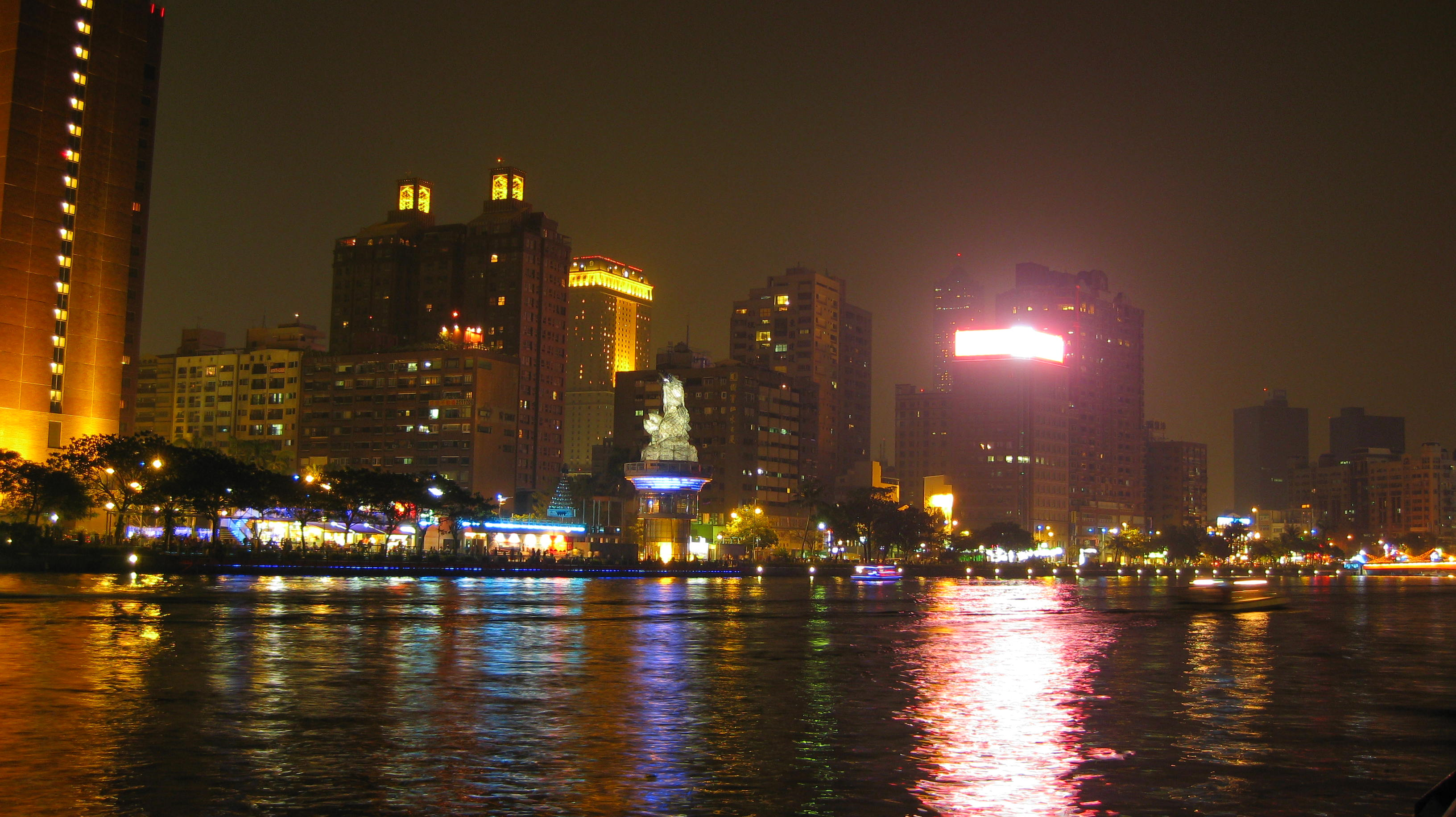
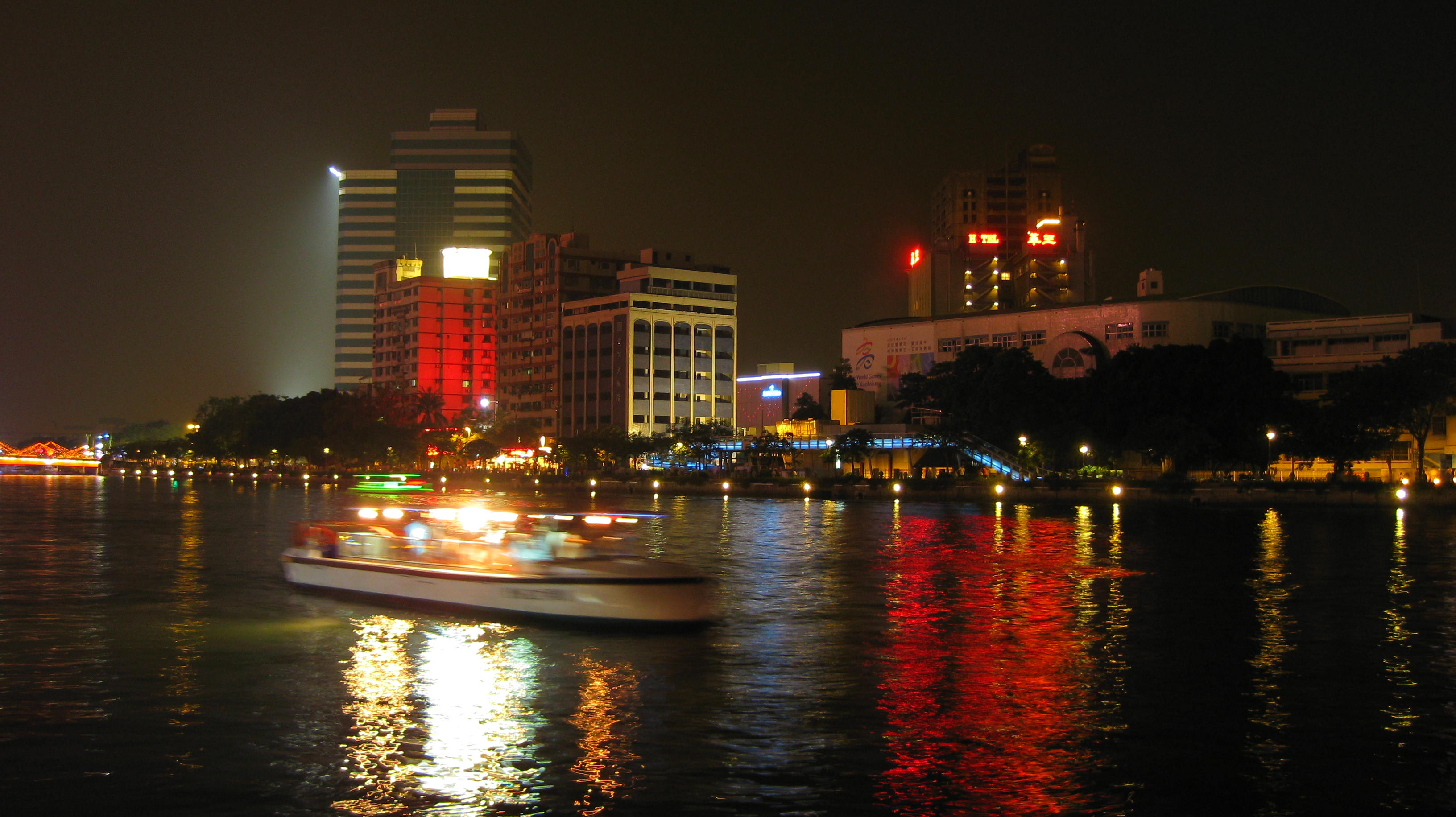
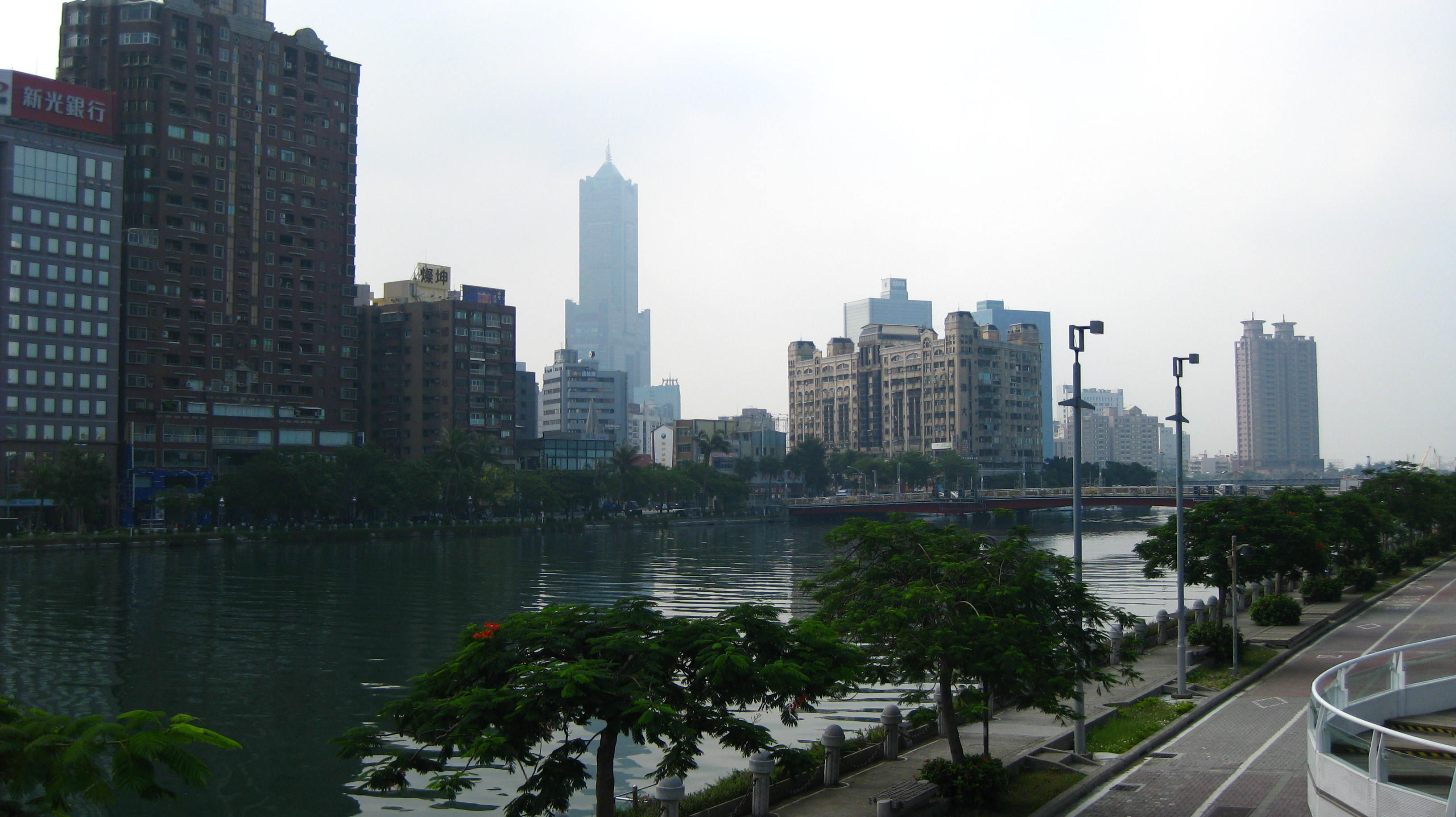
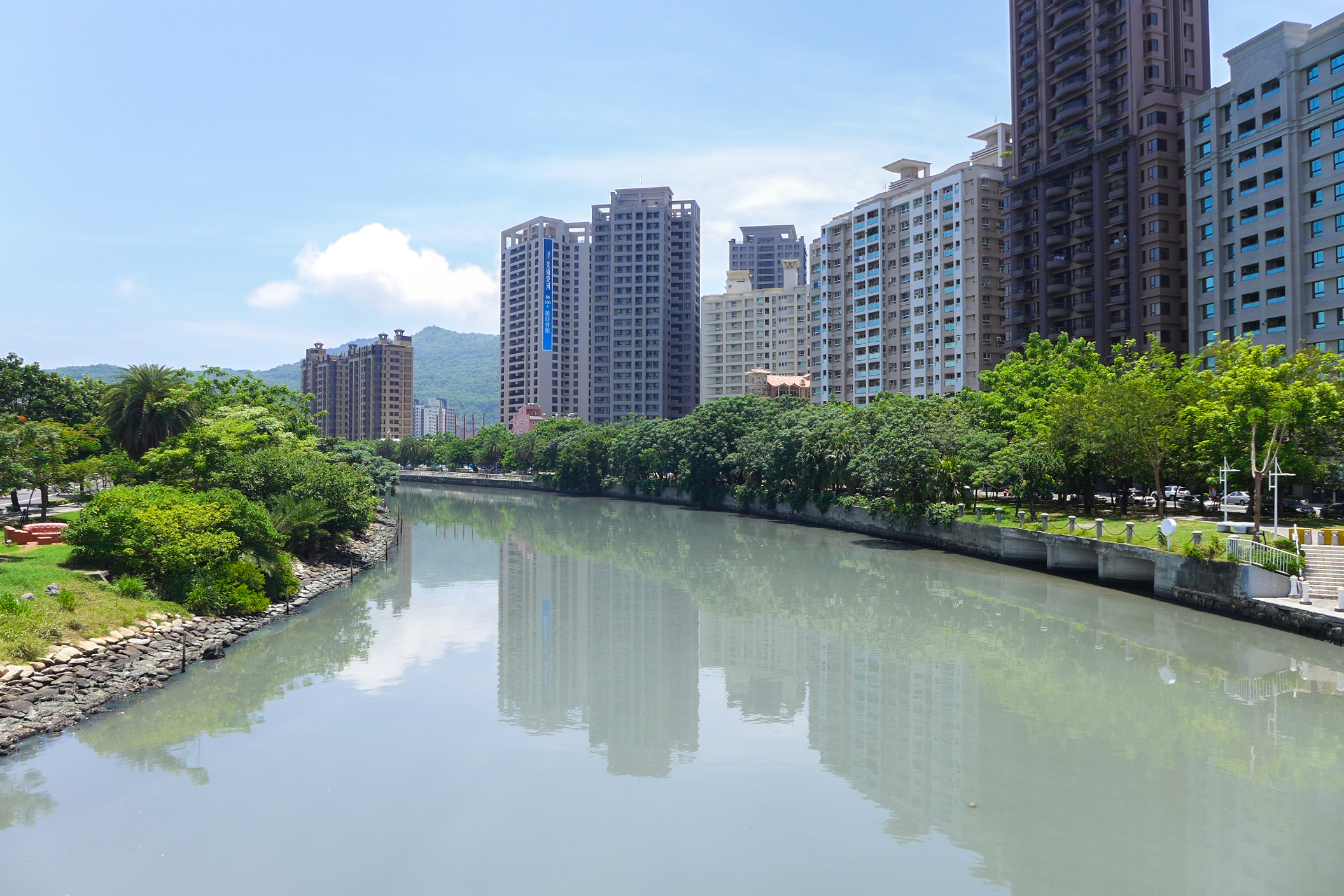
從願景橋望向愛河

## 景點

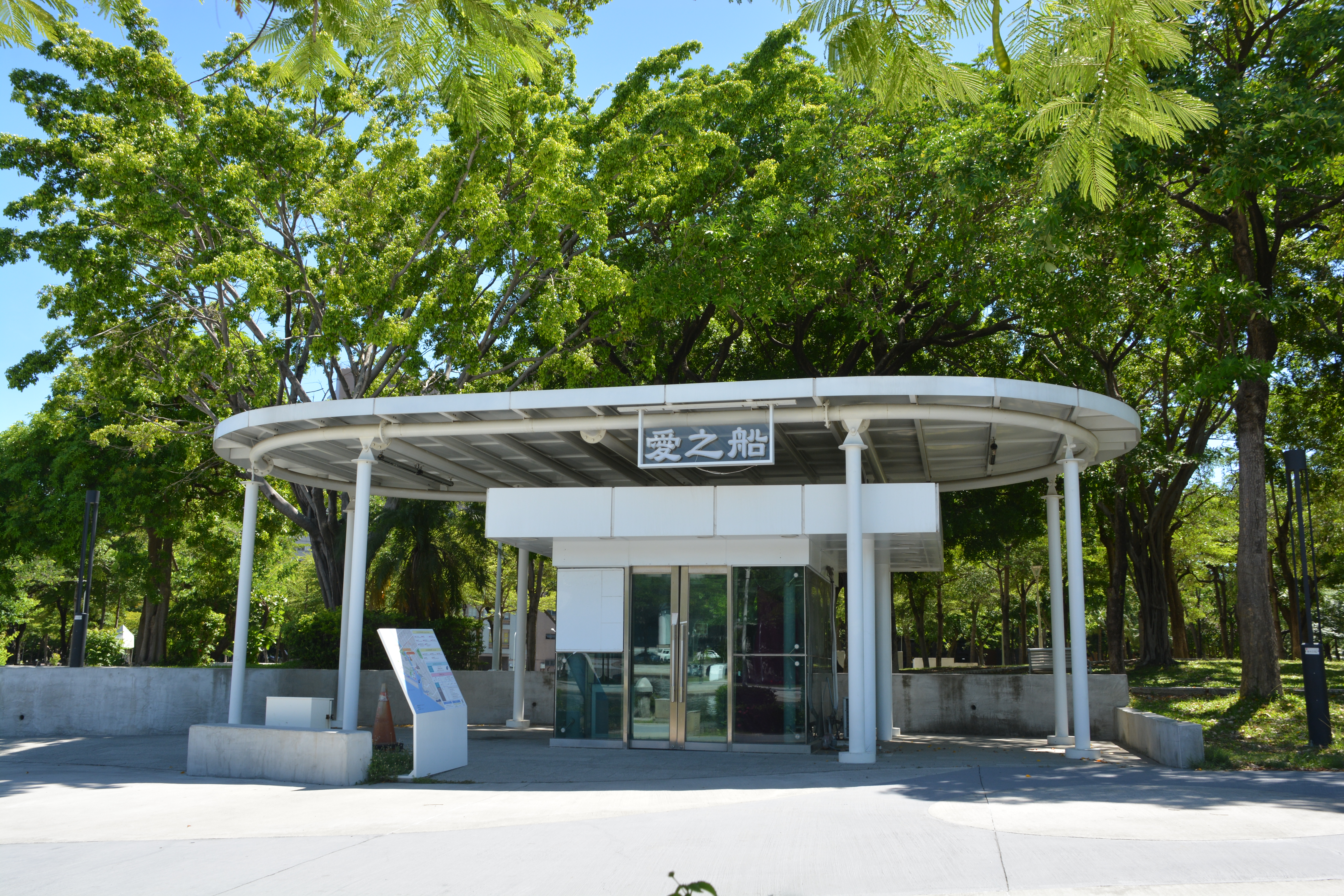
觀光船「愛之船」的售票處

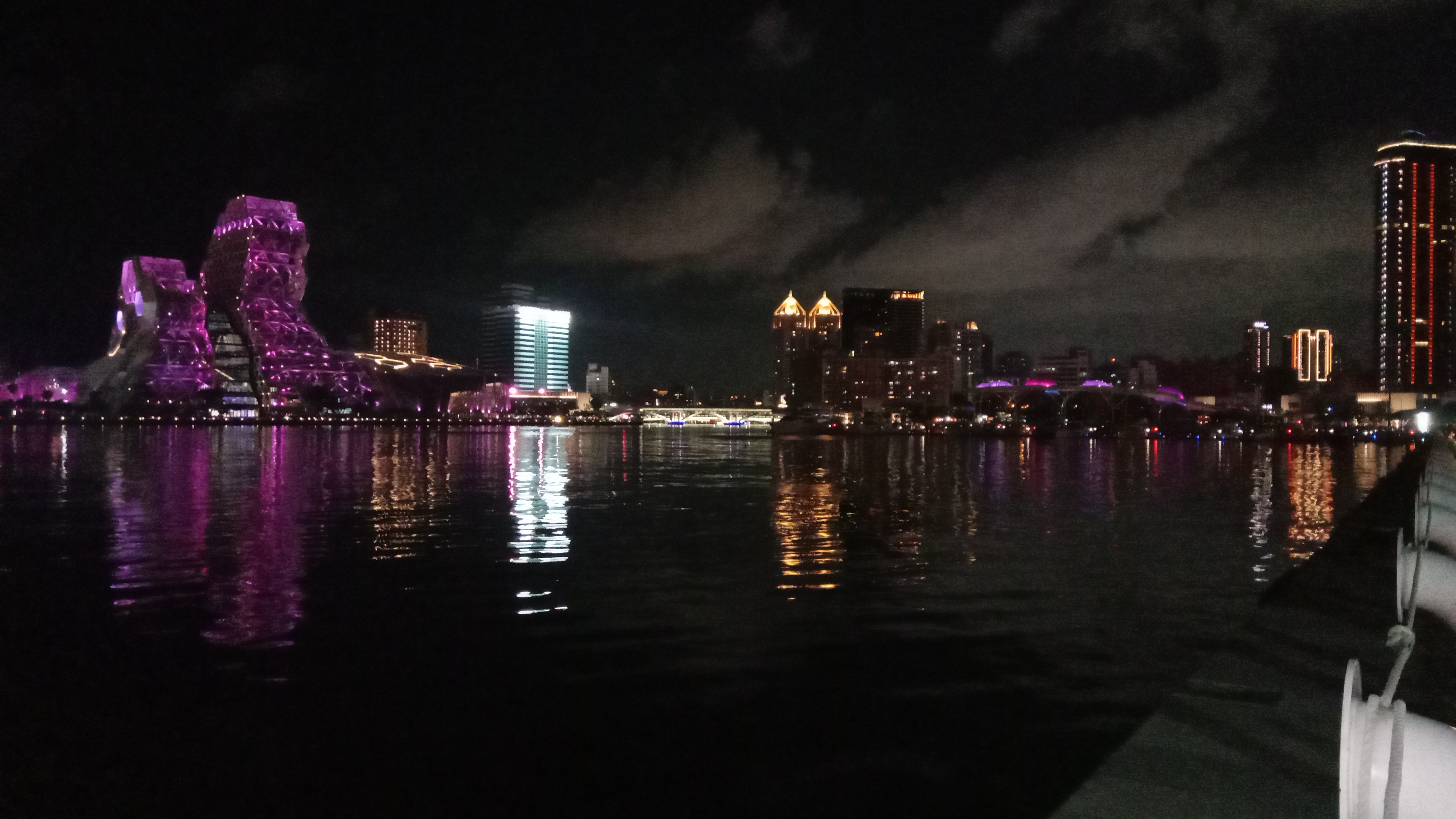
夜間的愛河口（左側紫色光點為高雄流行音樂中心）

- 寶珠溝截流站
- 愛河之心
- 藝術創作展覽倉庫
- 光之塔
- 客家文物館
- 三民親子公園
- 中都濕地公園
- 台鐵愛河橋
- 愛河景觀公園
- 高雄市立歷史博物館
- 鰲躍龍翔
- 高雄二二八紀念公園
- 高雄市電影館
- 愛河左岸
- 州廳橋遺址
- 愛之船
- 星光大道
- 真愛碼頭
- 光榮碼頭
- 高雄流行音樂中心

## 主要橋樑與隧道
- 國道一號路堤
- 國道十號高架橋
- 大中一路
- 台1線民族一路民族橋
- 文守路河堤橋
- 天祥二路鼎新橋
- 裕誠路裕誠橋
- 明誠二路明誠橋
- 大順一路與高雄輕軌龍華橋
- 龍德路龍德新橋
- 自由一路自由橋
- 博愛一路博愛橋
- 高雄捷運紅線潛盾隧道
- 台17線中華路治平橋
- 美術東二路願景橋
- 九如四路九如橋
- 中都橋
- 臺鐵縱貫線明挖覆蓋隧道
- 建國三路建國橋
- 七賢二路七賢橋
- 中正四路
- 高雄捷運橘線潛盾隧道
- 五福四路高雄橋
- 高雄輕軌苓雅寮鐵橋

## 節慶活動

### 元宵節

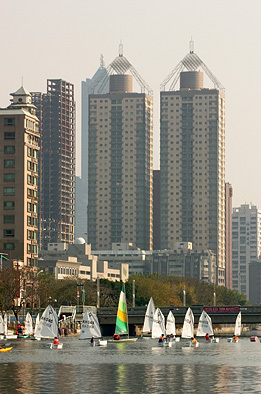
愛河上的帆船，背景中的雙子星建築物是夢萊茵大廈，攝於2004年

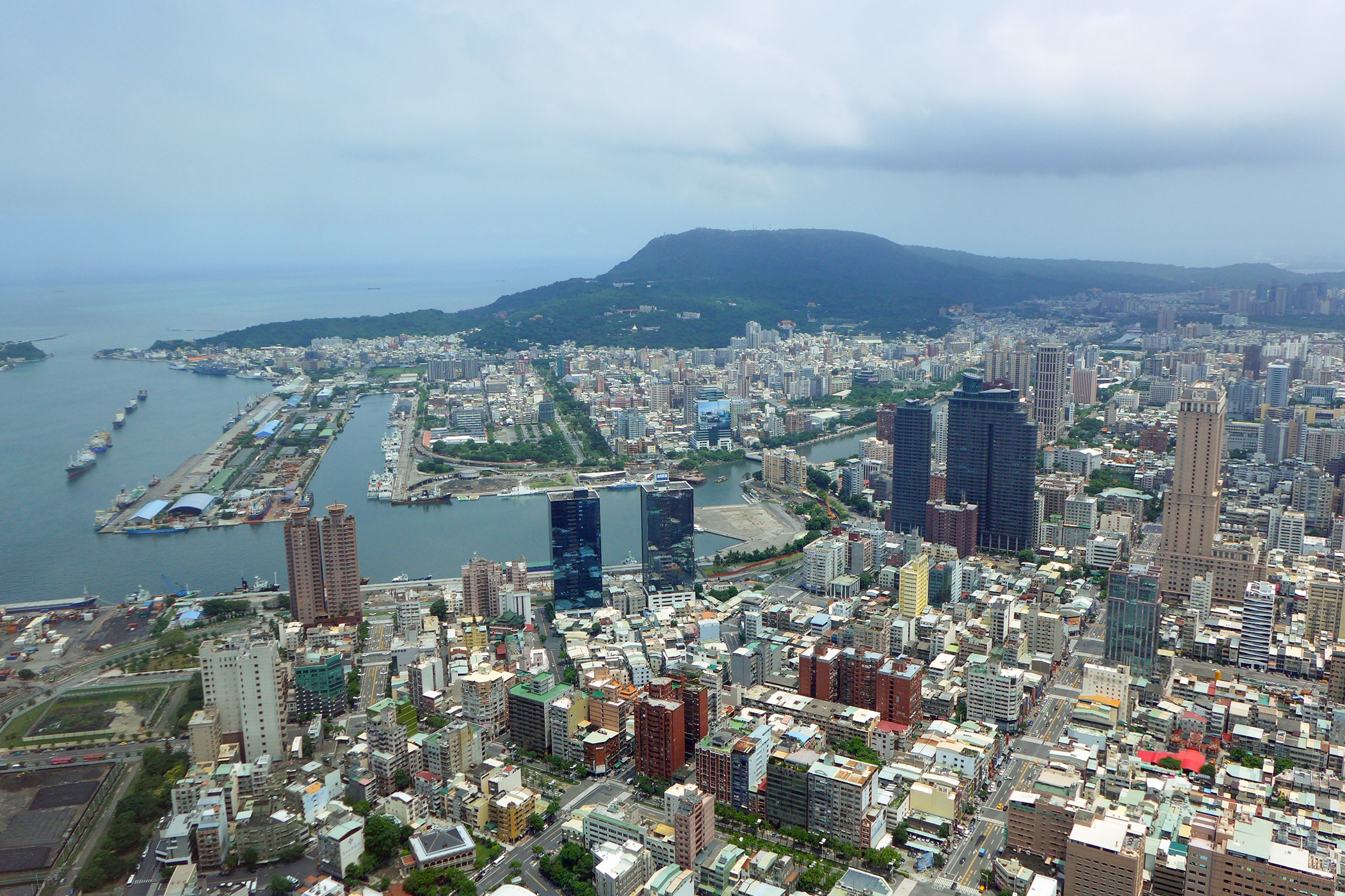
愛河出口

高雄燈會藝術節是每年高雄市吸引最多觀光人潮的慶典。在2001年以前，高雄燈會原本是在市立文化中心舉辦，直到2001年謝長廷市長任內因為台灣燈會選擇在高雄，作為第一次在台灣的首都臺北市以外的地方舉辦的地點之後，愛河畔的燈會才成為傳統。2001年的燈會主題為「鰲躍龍翔」，當年以魚與龍合體為造型的主燈，至今依然在愛河畔。高雄燈會通常會在元宵節的前幾天便開始進行，並且跨過2月14日的西洋情人節，在元宵節之後結束。燈會的內容包括水舞、煙火、主燈與其他的大型、小型燈籠。
2008年高雄燈會藝術節在愛河流域盛大舉行，從第一年高雄燈會首度在愛河舉辦至今，愛河透過燈會不斷地展現其風采多變的樣貌，今年將化做水漾愛河，讓台灣各地的民眾來到高雄燈會，飽覽港都水漾城市的景緻。
今年燈會特別在河東路中段設置一個愛．幸福祈福區，並與公益團體合作，在祈福區內不限金額的樂捐，即可得到祈福許願卡一張，可將祈福卡掛在祈福區的樹繩上，而情侶及夫妻們亦可將祈福卡貼在愛的小屋裡，然後敲響幸福鈴鐺並許下心願。
近年來高雄市政府為了進一步維護愛河整治的成果以及活化公共空間的機能，在三年多前，便開始委外管理愛河兩岸園道，透過民間專業導入軟硬體服務，使愛河兩岸的內容能更加多元及豐富。
民間公司在去年三月取得委託管理權之後，以過去在城市光廊維護管理的經驗，以及尊重愛河主題與社區的前提考量下，為高雄市民量身訂做了一處具現代設計感的活動區塊，已於2007年6月15日正式開幕，因愛河的漣漪細浪如波紋般搖動，故取名為「水漾愛河」。
水漾愛河座落於河東路與民生路鰲耀龍翔主燈旁，設計構想源起「船之隱喻造型」為主體構思概念以配合愛河與港都意象，改變了舊有平面廣場形式，讓民眾可登高一覽愛河美景，更添加另一番風趣。

### 端午節
端午節是臺灣的重要節慶，許多城市都會有龍舟競賽的活動，愛河則是高雄市的舉辦地點，在近幾年開始有臺灣地區以外的隊伍參加比賽，在2009年世運會納入比賽。

### 高雄世運
2009年，由高雄市政府主辦的世界運動會以愛河作為第一次的龍舟競賽地點。

## 交通
- 高雄捷運：橘線鹽埕埔站O2、前金站O4（車站編號，O为拉丁字母）
- 高雄市公車

## 外部連結
- 愛河在高雄旅遊網的資料